# Theta1 Sagittarii
Título a ser usado para criar uma ligação interna é Theta1 Sagittarii.
Theta1 Sagittarii ( Sagittarii) é uma estrela na direção da constelação de Sagittarius. Possui uma ascensão reta de 19h 59m 44.17s e uma declinação de −35° 16′ 34.5″. Sua magnitude aparente é igual a 4.37. Considerando sua distância de 617 anos-luz em relação à Terra, sua magnitude absoluta é igual a −2.02. Pertence à classe espectral B2.5IV.